# Juan Bautista Gamiz Ruiz de Oteo
Juan Bautista Gamiz Ruiz de Oteo (Sabando, Álava, 8 de abril de 1696-Bolonia, Italia, 28 de abril de 1773) fue un escritor en lengua vasca. Nacido en la Montaña Alavesa, fue testigo del euskera de esa región y eso le convierte en una figura importante en la literatura en euskera. 

## Variantes de su nombre
A causa de la época en la que vivió Gamiz, podemos encontrar diferentes variantes de su nombre y apellidos en la documentación. Por ejemplo:
- Joan Baptista Gamiz Ruiz de Otheo[1] o Ruiz de Oteo
- Juan Bautista Gamiz[2]

- Joan Bautista Gamiz[3]

- Juan Baptista Gamiz[4]

- En español, también existe la variante del apellido de Gamiz.

## Biografía
Nació en Sabando. Cuando era joven era pobre y vivió en varias ciudades: a los veinte se fue a Valladolid para convertirse en jesuita; a partir de 1720 fue cocinero en el colegio jesuita de La Coruña; de ahí volvió a Valladolid y le nombraron ayudante del tesorero del colegio San Ignacio. Entre 1728-1730 volvió al País Vasco, y siendo Hermano lego de la Compañía de Jesús, trabajó con Sebastián Mendiburu en Pamplona; pasó largos años en la capital en el colegio La Anunciada que tenía allí la congregación, donde tuvo responsabilidades económicas. 
Pasó su vida en aquel colegio hasta que cuando en 1767 Carlos III. de España ordenó la expulsión de todos los jesuitas, tuvo que marcharse a Italia desde Cartagena con varios compañeros. Se quedó en Italia hasta fallecer, como Mendiburu, en el entorno de Bolonia.
Gamiz fue un hombre de cultura. En el colegio La Anunciada que tuvo de lugar de trabajo y de alojamiento había una biblioteca con 4000 ejemplares, y tras morir encontraron 208 libros en su habitación. Eran de temáticas variadas, religión, matemáticas, tanto historia como literatura, de autores vascos y predicadores de la época. 

## Obras

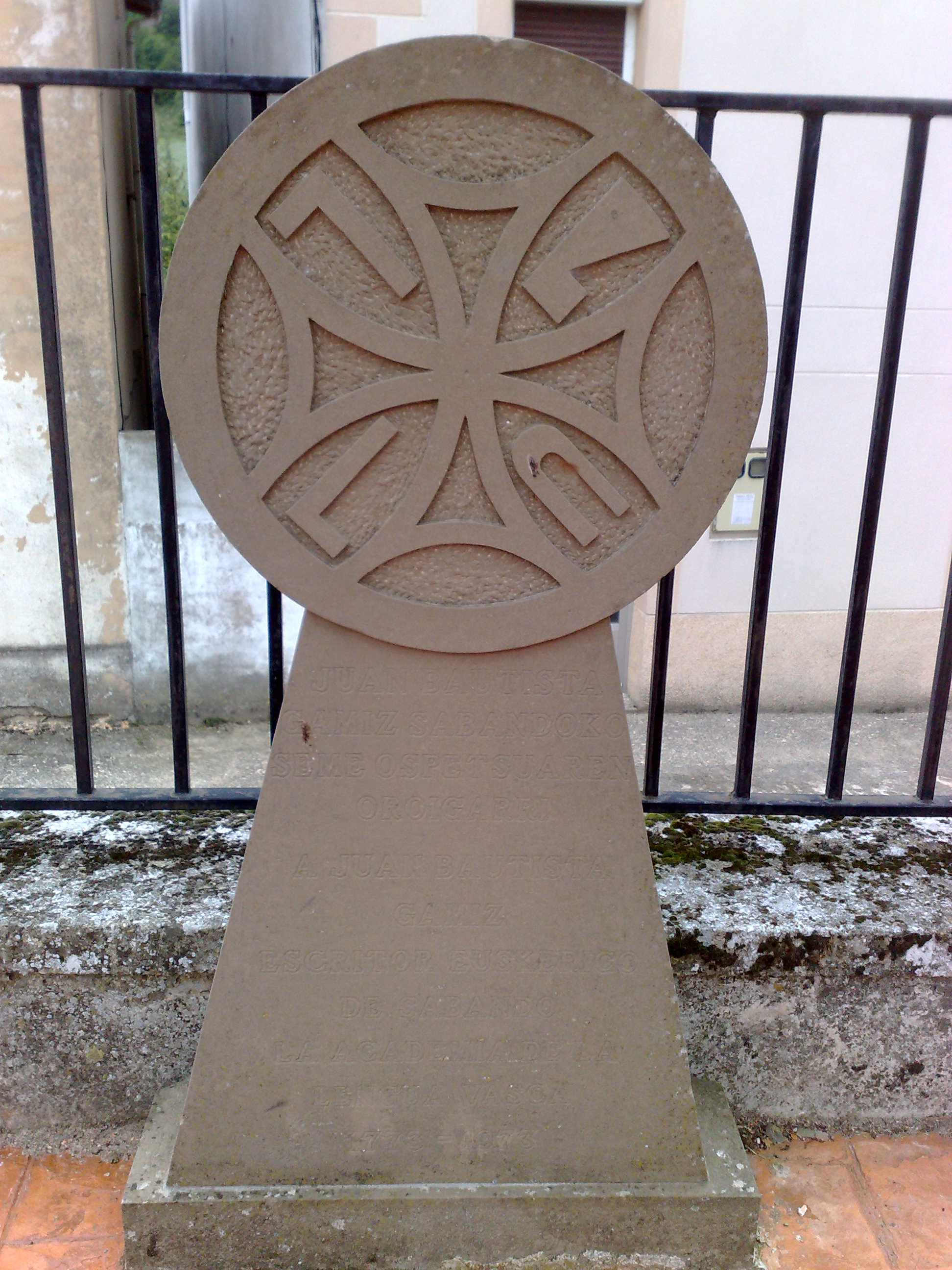
Lápida conmemorativa de 1973 en Sabando en homenaje a Gamiz.

Fue un escritor bilingüe. Las versiones originales de sus escritos se guardan en el archivo de Loyola. 
Reunió sus numerosos manuscritos (unos 12.000 versos) con el titulo Ofrecimientos varios de poesía . La mayoría son poemas cortos, y en cuanto a los temas, hablaba sobre todo sobre el amor, utilizando también juegos de palabras y poesía decorativa. Escribió varios poemas en español. En euskera, se conservan seis (238 versos en total), dos poemas largos, cuatro cortos y el posible nombre de un séptimo poema, escritos a partir de 1760:
- Dabiltzentxoak
- Euskaraz gaiztoetan
- Oiñekotxoa
- Beste bat
- Beste tumutxo barri bat
- Bestearendako

Los textos en español los escribió sobre todo entre 1736 y 1748; algunos de ellos son A su presumida, Descripción de Puente la Reyna, Al rey Enrique VII de Inglaterra y A cierta doncella fea. Se sabe que escribió numerosas cartas, pero no se han podido encontrar. 
También llevó a cabo algunos trabajos sobre el folclore y la etnografía vascas, como por ejemplo, el pequeño estudio sobre los apodos utilizados en los pueblos de Tafalla, Sangüesa, Puente la Reina y Oteiza.

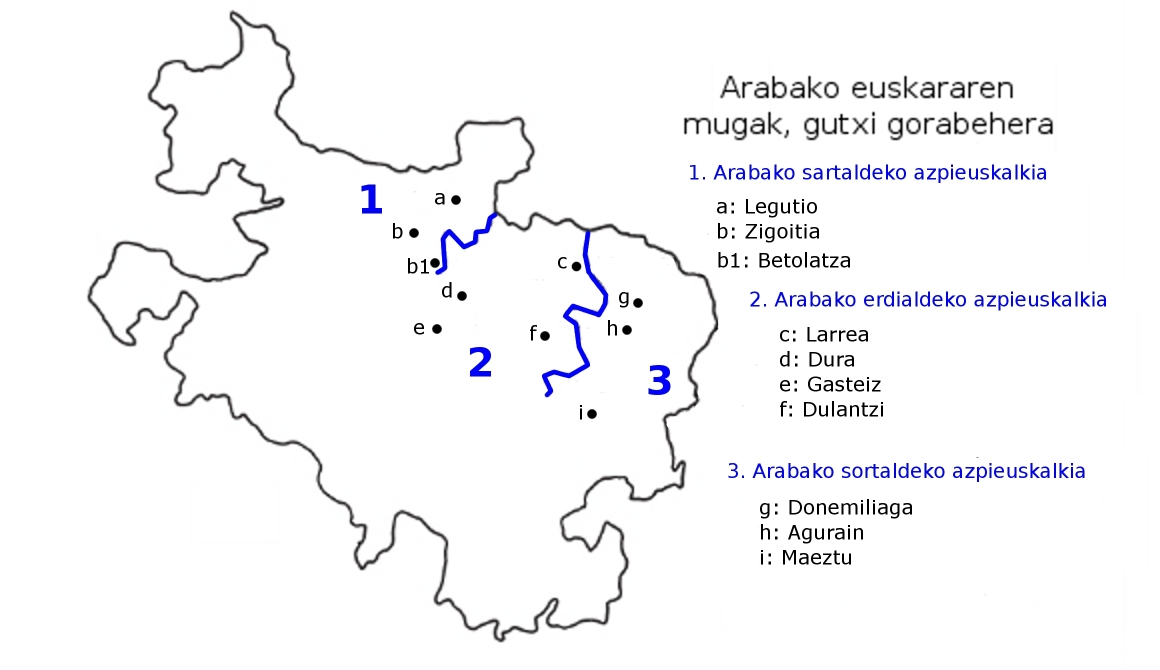
Zonas aproximadas de los subdialectos del euskera en Álava entre los siglos XVI y XVII. Gamiz utilizó el euskera del levante de Álava (el número tren en el mapa).

En algunos de sus textos en euskera se ve que primero los escribió en español y luego los tradujo al euskera. Siendo esto así, los textos de Gamiz tienen más importancia en cuanto a la lengua que en cuanto a la literatura, ya que se puede tratar de un testigo del euskera de Álava de aquella época y se puede ver la influencia de los predicadores de la época. 
Durante mucho tiempo la obra de Gamiz estuvo bajo la sombra: en el siglo XIX Jose Antonio Arana publicó la colección de versos de Betolaza a nombre de José Butrón Mujika, y no se hizo ninguna corrección sobre esa información errónea ni se descubrió nada sobre el verdadero autor hasta que entre las décadas 1920 y 1930 los jesuitas Joakin Aspiazu, Antonio Pérez, Ignacio Elizalde y Ion Goikoetxea hicieron nuevas investigaciones y concluyeron que Gamiz era el autor.

### Parte de un poema
El principio del poema Dabiltzentxoak (Dabilcenchoac en su versión original):
| « | Erderaz eztuzu nayene viotzaeuzqueraz copla eguiteneztut nic lotzaycuzco deugualbadaygu eguin zerbaitnola beardegu | » |

## En su memoria
En 1970 en Vitoria se le puso el nombre de Joan Bautista Gamiz a un grupo de profesores que ocupó se de enseñar euskera a adultos.
El 29 de abril de 1973 la Real Academia de la Lengua Vasca construyó un monumento en su pueblo de nacimiento, en Sabando, para recordar el 200 aniversario de su muerte. Dos días antes se le hizo un homenaje académico en Vitoria. 
El proyecto de ikastola que existió durante varios años en Arraya-Maestu tuvo como nombre Juan Bautista Gamiz. En Vitoria hay una calle que lleva su nombre en el barrio de Adurza. 